# Jan Lakosta
Jan Lakosta foi um bobo da corte de Pedro, o Grande.
Nascido em uma família marrana expulsa de Portugal. Pedro, o Grande, o encontrou em 1713 em Hamburgo, ele gosta e imediatamente o nomeia um "Bobo da corte". 
Depois que Pedro, o Grande, foi imperador desde 22 de outubro de 1721, Jan Lakosta se tornou o "rei judeu dos samoiedos" /INRI/, com um lugar para um palácio real em uma ilha desabitada na Carélia (Mosteiro de Valaam qual é "Reino de Deus"). Seu reino abrange o nordeste atual da Rússia, que é muito maior em território do que Espanha, Portugal e França juntos. Depois de reabastecer regularmente o tesouro de seu reino, Pedro, o Grande, pensou em confiar-lhe toda a Sibéria, mas os conselheiros dissuadiram o imperador de sua intenção.